# كياثون أجرد
كياثون أجرد (الاسم العلمي:Cyathea glabra) هو نوع من النبات يتبع جنس الكياثون من الفصيلة الكياثونية.